# Art Malik
Art Malik (* 13. November 1952 in Bahawalpur, Punjab, Pakistan; eigentlich Athar Ul-Haque Malik) ist ein britischer Schauspieler.

## Leben
Malik wurde als Sohn von Zaibunisa und Mazhar Ul-Haque Malik geboren, einem Arzt, der kurze Zeit später seine Zulassung als Chirurg in England erhielt. Art Malik zog daher mit seinen Eltern und seinen vier älteren Brüdern 1956 nach London, wo er auch zur Schule ging. Später erhielt er ein Stipendium an der Guildhall School of Music and Drama. Kurz darauf spielte er am Old Vic und der Royal Shakespeare Company Theater, u. a. als Shakespeares Othello.
Hauptsächlich dem britischen Publikum ist er seit 1982 bekannt, als er in der Fernsehserie Das Juwel der Krone (nach „The Jewel in the Crown“ von Paul Scott) eine Hauptrolle als der junge Inder Hari Kumar spielte. Eine größere Nebenrolle spielte Malik 1987 als afghanischer Mudschahedin-Verbündeter von Timothy Dalton als James Bond im Film Der Hauch des Todes. 1994 spielte er in True Lies – Wahre Lügen den Schurken Salim Abu Aziz als Gegner von Arnold Schwarzenegger. Danach spielte er in mehreren britischen Fernsehserien, z. B. von 2003 bis 2005 in der langjährigen Serie Holby City. 2010 spielte er eine Nebenrolle im Film Wolfman. Im Jahr 2011 war Malik in der Rolle des Francesc Gacet in der Fernsehserie Borgia zu sehen.
2018 wurde er in die Academy of Motion Picture Arts and Sciences berufen, die jährlich die Oscars vergibt.
Malik lebt mit seiner Frau Gina Rowe, mit der er seit 1980 verheiratet ist, und den gemeinsamen zwei Töchtern im Londoner Stadtbezirk Surbiton.

## Filmografie (Auswahl)
- 1979: Im Banne des Kalifen (Arabian Adventure)
- 1984: Reise nach Indien (A Passage to India)
- 1985: Harem
- 1986: Rebell der Wüste (Harem)
- 1987: James Bond 007 – Der Hauch des Todes (The Living Daylights)
- 1992: Stadt der Freude (City of Joy)
- 1992: Überleben in Malaysia (Turtle Beach)
- 1994: True Lies – Wahre Lügen (True Lies)
- 1994: Geheimnisse (Uncovered)
- 1995: Knightskater – Ritter auf Rollerblades (A Kid in King Arthur's Court)
- 1999: Die siebente Papyrus-Rolle (The Seventh Scroll, Miniserie)
- 1999: Cleopatra
- 2000: Am Anfang (In the Beginning)
- 2001: Tabloid – Gefährliche Enthüllungen (Tabloid)
- 2003: Tempo
- 2006: The Path to 9/11 – Wege des Terrors (The Path to 9/11)
- 2008: Franklyn – Die Wahrheit trägt viele Masken (Franklyn)
- 2009: Lewis – Der Oxford Krimi (Lewis, Fernsehserie, Folge Von Musen und Morden)
- 2010: Agatha Christie’s Poirot (Fernsehserie, Folge Nikotin)
- 2010: Ben Hur
- 2010: Wolfman (The Wolfman)
- 2010: Die Weihnachtsgeschichte – Das größte Wunder aller Zeiten (The Nativity)
- 2010–2012: Rückkehr ins Haus am Eaton Place
- 2011: Ghosted – Albtraum hinter Gittern (Ghosted)
- 2011–2014: Borgia (Fernsehserie, 32 Episoden)
- 2012: John Carter – Zwischen zwei Welten (John Carter)
- 2013: Diana
- 2013: New Tricks – Die Krimispezialisten (New Tricks, Fernsehserie, Episode 10x04)
- 2014: Homeland (Fernsehserie, 4 Episoden)
- 2016: The Infiltrator
- 2016: Indischer Sommer (Indian Summers, Fernsehserie, 2 Episoden)
- 2017: Sherlock – The Final Problem (Fernsehfilm)
- 2018: Doctor Who (Fernsehserie, Episode 11x02)
- 2019: Gerichtsmediziner Dr. Leo Dalton (Silent Witness, Fernsehserie, 2 Episoden)
- 2023: Arielle, die Meerjungfrau